# Mistrovství České republiky v orientačním běhu 2011
19. ročník Mistrovství České republiky v orientačním běhu proběhl v roce 2011 ve čtyřech individuálních a dvou týmových disciplínách.

## Nejúspěšnější závodníci
Pořadí závodníků podle získaných medailí (tzv. olympijského hodnocení) všech mistrovských kategorií (D16 – mladší dorostenky, D18 – starší dorostenky, D20 – juniorky, D21 – ženy, H16 – mladší dorostenci, H18 – starší dorostenci, H20 – junioři, H21 – muži) v individuálních disciplínách v roce 2011. Uvedeni jsou závodníci, kteří získali alespoň dvě medaile a zároveň alespoň jednu zlatou medaili.
| Medailové pořadí závodníků na MČR v hlavních kategoriích | Medailové pořadí závodníků na MČR v hlavních kategoriích | Medailové pořadí závodníků na MČR v hlavních kategoriích | Medailové pořadí závodníků na MČR v hlavních kategoriích | Medailové pořadí závodníků na MČR v hlavních kategoriích |
| Jméno                                                    | 1. místo                                                 | 2. místo                                                 | 3. místo                                                 | Celkem                                                   |
| -------------------------------------------------------- | -------------------------------------------------------- | -------------------------------------------------------- | -------------------------------------------------------- | -------------------------------------------------------- |
| Pavel Kubát                                              | 3                                                        | 1                                                        |                                                          | 4                                                        |
| Adéla Indráková                                          | 3                                                        |                                                          | 1                                                        | 4                                                        |
| Jonáš Hubáček                                            | 3                                                        |                                                          |                                                          | 3                                                        |
| Lenka Svobodová                                          | 2                                                        | 1                                                        |                                                          | 3                                                        |
| Dana Brožková                                            | 2                                                        | 1                                                        |                                                          | 3                                                        |
| Tomáš Dlabaja                                            | 2                                                        | 1                                                        |                                                          | 3                                                        |
| Karolína Bořánková                                       | 2                                                        | 1                                                        |                                                          | 3                                                        |
| Kateřina Chromá                                          | 2                                                        |                                                          | 1                                                        | 3                                                        |
| Jan Procházka                                            | 1                                                        | 2                                                        |                                                          | 3                                                        |
| Petra Pavlovcová                                         | 1                                                        | 1                                                        | 1                                                        | 3                                                        |
| Denisa Kosová                                            | 1                                                        | 1                                                        | 1                                                        | 3                                                        |
| Markéta Novotná                                          | 1                                                        | 1                                                        | 1                                                        | 3                                                        |
| Marek Schuster                                           | 1                                                        | 1                                                        |                                                          | 2                                                        |
| Filip Hadač                                              | 1                                                        |                                                          | 2                                                        | 3                                                        |
| Marek Minář                                              | 1                                                        |                                                          | 1                                                        | 2                                                        |

## Mistrovství ČR v nočním OB
| Datum závodu   | 16. 4. 2011      |  | Místo konání    | Ruprechtov • aréna                                                                    |  | Pořadatel       | SK Žabovřesky Brno |
| Ředitel závodu | Jan Zháňal       |  | Hlavní rozhodčí | Václav Hošek                                                                          |  | Stavitelé tratí | Libor Zřídkaveselý |
| Název mapy     | U Větrného mlýna |  | Web závodu      | https://web.archive.org/web/20180110175627/http://zbm.eob.cz/zavody/mcr11/cs/mcr-nob/ |  | Výsledky závodu |                    |

| Zkrácené výsledky             | Zkrácené výsledky       | Zkrácené výsledky        | Zkrácené výsledky       | Zkrácené výsledky       | Zkrácené výsledky | Zkrácené výsledky       | Zkrácené výsledky           | Zkrácené výsledky       | Zkrácené výsledky       |
| Pořadí                        | H21 – muži              | H21 – muži               | H21 – muži              | H21 – muži              | Pořadí            | D21 – ženy              | D21 – ženy                  | D21 – ženy              | D21 – ženy              |
| ----------------------------- | ----------------------- | ------------------------ | ----------------------- | ----------------------- | ----------------- | ----------------------- | --------------------------- | ----------------------- | ----------------------- |
| Zlatá medaile                 | Jan Procházka           | SK Praga                 | 1:19:46                 |                         | Zlatá medaile     | Lenka Poklopová         | SOB Olomouc                 | 1:04:21                 |                         |
| Stříbrná medaile              | Michal Jedlička         | OK Slavia Hradec Králové | 1:27:28                 | +7:42                   | Stříbrná medaile  | Iveta Duchová           | OK Lokomotiva Pardubice     | 1:05:32                 | +1:11                   |
| Bronzová medaile              | Pavel Hradec            | OOB TJ Turnov            | 1:27:30                 | +7:44                   | Bronzová medaile  | Iva Rufferová           | OOB TJ Turnov               | 1:05:57                 | +1:36                   |
| 4                             | Vladimír Lučan          | OK Lokomotiva Pardubice  | 1:27:35                 | +7:49                   | 4                 | Ivana Bochenková        | Sportcentrum Jičín          | 1:06:12                 | +1:51                   |
| 5                             | Pavel Procházka         | SK Praga                 | 1:27:39                 | +7:53                   | 5                 | Eva Kabáthová           | SK Žabovřesky Brno          | 1:08:34                 | +4:13                   |
| 6                             | Radek Nožka             | OK Lokomotiva Pardubice  | 1:30:45                 | +10:59                  | 6                 | Hana Hlavová            | SK Žabovřesky Brno          | 1:12:00                 | +7:39                   |
| 7                             | Roman Zbranek           | Magnus Orienteering      | 1:31:14                 | +11:28                  | 7                 | Lucie Krafková          | OOB TJ Turnov               | 1:15:05                 | +10:44                  |
| 8                             | Jan Flašar              | SK Praga                 | 1:32:27                 | +12:41                  | 8                 | Zuzana Jedličková       | OK Slavia Hradec Králové    | 1:15:20                 | +10:59                  |
| 9                             | David Hepner            | OK Slavia Hradec Králové | 1:32:49                 | +13:03                  | 9                 | Katarína Labašová       | Magnus Orienteering         | 1:24:39                 | +20:18                  |
| 10                            | Michal Jirásek          | OK Slavia Hradec Králové | 1:33:21                 | +13:35                  | 10                | Barbora Maliňáková      | OB Vizovice                 | 1:37:53                 | +33:32                  |
| Pořadí                        | H20 – junioři           | H20 – junioři            | H20 – junioři           | H20 – junioři           | Pořadí            | D20 – juniorky          | D20 – juniorky              | D20 – juniorky          | D20 – juniorky          |
| Zlatá medaile                 | Pavel Kubát             | OK 99 Hradec Králové     | 1:06:51                 |                         | Zlatá medaile     | Adéla Indráková         | SK Žabovřesky Brno          | 57:08                   |                         |
| Stříbrná medaile              | Štěpán Zimmermann       | SK Žabovřesky Brno       | 1:17:37                 | +10:46                  | Stříbrná medaile  | Jana Valešová           | OK 99 Hradec Králové        | 57:10                   | +0:02                   |
| Bronzová medaile              | David Procházka         | OK Lokomotiva Pardubice  | 1:17:47                 | +10:56                  | Bronzová medaile  | Denisa Kosová           | OK 99 Hradec Králové        | 57:56                   | +0:48                   |
| Pořadí                        | H18 – starší dorostenci | H18 – starší dorostenci  | H18 – starší dorostenci | H18 – starší dorostenci | Pořadí            | D18 – starší dorostenky | D18 – starší dorostenky     | D18 – starší dorostenky | D18 – starší dorostenky |
| Zlatá medaile                 | Michal Hubáček          | OOB TJ Slovan Luhačovice | 51:02                   |                         | Zlatá medaile     | Kateřina Chromá         | SK Žabovřesky Brno          | 46:05                   |                         |
| Stříbrná medaile              | Marek Schuster          | Orientační Běh Opava     | 51:56                   | +0:54                   | Stříbrná medaile  | Barbora Hrušková        | SK Žabovřesky Brno          | 47:45                   | +1:40                   |
| Bronzová medaile              | Pavel Brlica            | SK Žabovřesky Brno       | 54:15                   | +3:13                   | Bronzová medaile  | Johanka Šimková         | SOB Olomouc                 | 51:54                   | +5:49                   |
| Pořadí                        | H16 – mladší dorostenci | H16 – mladší dorostenci  | H16 – mladší dorostenci | H16 – mladší dorostenci | Pořadí            | D16 – mladší dorostenky | D16 – mladší dorostenky     | D16 – mladší dorostenky | D16 – mladší dorostenky |
| Zlatá medaile                 | Jonáš Hubáček           | OOB TJ Slovan Luhačovice | 48:02                   |                         | Zlatá medaile     | Lenka Svobodová         | OOB TJ Lokomotiva Trutnov   | 37:20                   |                         |
| Stříbrná medaile              | Štěpán Mudrák           | OOB TJ Slovan Luhačovice | 49:07                   | +1:05                   | Stříbrná medaile  | Kateřina Doleželová     | UNITOP SKP Žďár nad Sázavou | 40:48                   | +3:28                   |
| Bronzová medaile              | Adam Waněk              | OOS TJ Spartak Vrchlabí  | 50:26                   | +2:24                   | Bronzová medaile  | Marie Procházková       | OK Kamenice                 | 41:14                   | +3:54                   |
| << předchozí • následující >> |                         |                          |                         |                         |                   |                         |                             |                         |                         |

Souhrnné informace naleznete v článku Mistrovství České republiky v nočním orientačním běhu.

## Mistrovství ČR na krátké trati
Česká televize připravila 30 minutovou reportáž ze závodu pro ČT sport.
| Datum závodu   | 11.–12. 6. 2011 |  | Místo konání    | Nesměř u Velkého Meziříčí • aréna |  | Pořadatel       | OOB Třebíč                    |
| Ředitel závodu | Miroslav Orálek |  | Hlavní rozhodčí | Tomáš Matras                      |  | Stavitelé tratí | Roman Věžník, Martin Klusáček |
| Název mapy     | Nesměř          |  | Web závodu      | http://mcr11.oobtrebic.cz/        |  | Výsledky závodu |                               |

| Zkrácené výsledky             | Zkrácené výsledky       | Zkrácené výsledky        | Zkrácené výsledky       | Zkrácené výsledky       | Zkrácené výsledky | Zkrácené výsledky       | Zkrácené výsledky           | Zkrácené výsledky       | Zkrácené výsledky       |
| Pořadí                        | H21 – muži              | H21 – muži               | H21 – muži              | H21 – muži              | Pořadí            | D21 – ženy              | D21 – ženy                  | D21 – ženy              | D21 – ženy              |
| ----------------------------- | ----------------------- | ------------------------ | ----------------------- | ----------------------- | ----------------- | ----------------------- | --------------------------- | ----------------------- | ----------------------- |
| Zlatá medaile                 | Tomáš Dlabaja           | OOB TJ Turnov            | 37:00                   |                         | Zlatá medaile     | Bohdana Heczková        | Slavia Liberec orienteering | 37:39                   |                         |
| Stříbrná medaile              | Jan Procházka           | SK Praga                 | 39:05                   | +2:05                   | Stříbrná medaile  | Dana Brožková           | Sportcentrum Jičín          | 37:52                   | +0:13                   |
| Bronzová medaile              | Jan Šedivý              | SK Praga                 | 39:27                   | +2:27                   | Bronzová medaile  | Iveta Duchová           | OK Lokomotiva Pardubice     | 38:25                   | +0:46                   |
| 4                             | Daniel Hájek            | SK Žabovřesky Brno       | 40:01                   | +3:01                   | 4                 | Michaela Omová          | OOB TJ Turnov               | 39:15                   | +1:36                   |
| 5                             | Adam Chromý             | SK Žabovřesky Brno       | 40:12                   | +3:12                   | 5                 | Jana Knapová            | OK Lokomotiva Pardubice     | 39:38                   | +1:59                   |
| 6                             | Pavol Bukovac           | SK Žabovřesky Brno       | 42:11                   | +5:11                   | 5                 | Iva Rufferová           | OOB TJ Turnov               | 39:38                   | +1:59                   |
| 7                             | Petr Fodor              | OOB TJ Turnov            | 42:22                   | +5:22                   | 7                 | Zuzana Hermanová        | OK Lokomotiva Pardubice     | 39:51                   | +2:12                   |
| 8                             | Jan Hovorka             | OK Lokomotiva Pardubice  | 42:38                   | +5:38                   | 8                 | Kristýna Kovářová       | Oddíl OB Kotlářka           | 39:58                   | +2:19                   |
| 9                             | Eduard Šmehlík          | OK Slavia Hradec Králové | 42:50                   | +5:50                   | 9                 | Lucie Krafková          | OOB TJ Turnov               | 40:35                   | +2:56                   |
| 10                            | Štěpán Kodeda           | Sportcentrum Jičín       | 42:53                   | +5:53                   | 10                | Šárka Svobodná          | Oddíl OB Kotlářka           | 40:44                   | +3:05                   |
| Pořadí                        | H20 – junioři           | H20 – junioři            | H20 – junioři           | H20 – junioři           | Pořadí            | D20 – juniorky          | D20 – juniorky              | D20 – juniorky          | D20 – juniorky          |
| Zlatá medaile                 | Pavel Kubát             | OK 99 Hradec Králové     | 32:22                   |                         | Zlatá medaile     | Denisa Kosová           | OK 99 Hradec Králové        | 30:38                   |                         |
| Stříbrná medaile              | Jiří Nečas              | SKOB Zlín                | 34:58                   | +2:36                   | Stříbrná medaile  | Tereza Novotná          | OK 99 Hradec Králové        | 30:57                   | +0:19                   |
| Stříbrná medaile              | Štěpán Zimmermann       | SK Žabovřesky Brno       | 34:58                   | +2:36                   | Bronzová medaile  | Adéla Indráková         | SK Žabovřesky Brno          | 32:44                   | +2:06                   |
| Pořadí                        | H18 – starší dorostenci | H18 – starší dorostenci  | H18 – starší dorostenci | H18 – starší dorostenci | Pořadí            | D18 – starší dorostenky | D18 – starší dorostenky     | D18 – starší dorostenky | D18 – starší dorostenky |
| Zlatá medaile                 | Marek Minář             | Magnus Orienteering      | 24:14                   |                         | Zlatá medaile     | Petra Pavlovcová        | OOB TJ Turnov               | 25:09                   |                         |
| Stříbrná medaile              | Adam Chloupek           | SK Studenec              | 24:38                   | +0:24                   | Stříbrná medaile  | Vendula Horčičková      | SOB Olomouc                 | 27:05                   | +1:56                   |
| Bronzová medaile              | Filip Hadač             | Orientační Běh Opava     | 25:12                   | +0:58                   | Bronzová medaile  | Markéta Novotná         | OK 99 Hradec Králové        | 27:34                   | +2:25                   |
| Pořadí                        | H16 – mladší dorostenci | H16 – mladší dorostenci  | H16 – mladší dorostenci | H16 – mladší dorostenci | Pořadí            | D16 – mladší dorostenky | D16 – mladší dorostenky     | D16 – mladší dorostenky | D16 – mladší dorostenky |
| Zlatá medaile                 | Jonáš Hubáček           | OOB TJ Slovan Luhačovice | 24:36                   |                         | Zlatá medaile     | Karolína Bořánková      | OK Kamenice                 | 23:53                   |                         |
| Stříbrná medaile              | Jan Pavlovec            | OK Jiskra Nový Bor       | 25:55                   | +1:19                   | Stříbrná medaile  | Lenka Svobodová         | OOB TJ Lokomotiva Trutnov   | 25:32                   | +1:39                   |
| Bronzová medaile              | Patrik Horák            | OOB TJ Turnov            | 27:27                   | +2:51                   | Bronzová medaile  | Anna Štičková           | TJ Loko Liberec             | 25:45                   | +1:52                   |
| << předchozí • následující >> |                         |                          |                         |                         |                   |                         |                             |                         |                         |

Souhrnné informace naleznete v článku Mistrovství České republiky v orientačním běhu na krátké trati.

## Mistrovství ČR ve sprintu
Reportáž ze závodu v délce 30 minut připravila Česká televize.
| Datum závodu   | 2. 9. 2011       |  | Místo konání    | Boskovice • aréna |  | Pořadatel       | KOB Konice    |
| Ředitel závodu | Jaroslav Komínek |  | Hlavní rozhodčí | Dušan Vystavěl    |  | Stavitelé tratí | Daniel Vláčil |
| Název mapy     | Boskovice        |  | Web závodu      |                   |  | Výsledky závodu |               |

| Zkrácené výsledky             | Zkrácené výsledky       | Zkrácené výsledky        | Zkrácené výsledky       | Zkrácené výsledky       | Zkrácené výsledky | Zkrácené výsledky       | Zkrácené výsledky       | Zkrácené výsledky       | Zkrácené výsledky       |
| Pořadí                        | H21 – muži              | H21 – muži               | H21 – muži              | H21 – muži              | Pořadí            | D21 – ženy              | D21 – ženy              | D21 – ženy              | D21 – ženy              |
| ----------------------------- | ----------------------- | ------------------------ | ----------------------- | ----------------------- | ----------------- | ----------------------- | ----------------------- | ----------------------- | ----------------------- |
| Zlatá medaile                 | Tomáš Dlabaja           | OOB TJ Turnov            | 15:40                   |                         | Zlatá medaile     | Dana Brožková           | Sportcentrum Jičín      | 14:52                   |                         |
| Stříbrná medaile              | Jan Procházka           | SK Praga                 | 15:51                   | +0:11                   | Stříbrná medaile  | Iveta Duchová           | OK Lokomotiva Pardubice | 15:23                   | +0:31                   |
| Bronzová medaile              | Jan Šedivý              | SK Praga                 | 15:53                   | +0:13                   | Bronzová medaile  | Šárka Svobodná          | Oddíl OB Kotlářka       | 15:41                   | +0:49                   |
| 4                             | Miloš Nykodým           | SK Žabovřesky Brno       | 15:54                   | +0:14                   | 4                 | Monika Topinková        | OK 99 Hradec Králové    | 16:20                   | +1:28                   |
| 5                             | Jan Mrázek              | OK Sparta Praha          | 16:07                   | +0:27                   | 5                 | Martina Spurná          | SK Praga                | 16:22                   | +1:30                   |
| 6                             | Pavel Hradec            | OOB TJ Turnov            | 16:13                   | +0:33                   | 6                 | Martina Zvěřinová       | OK Lokomotiva Pardubice | 16:27                   | +1:35                   |
| 7                             | Eduard Šmehlík          | OK Slavia Hradec Králové | 16:20                   | +0:40                   | 7                 | Ivana Bochenková        | Sportcentrum Jičín      | 16:28                   | +1:36                   |
| 8                             | Martin Poklop           | SK Severka Šumperk       | 16:27                   | +0:47                   | 8                 | Jana Knapová            | OK Lokomotiva Pardubice | 16:43                   | +1:51                   |
| 9                             | Štěpán Holas            | Sportcentrum Jičín       | 16:34                   | +0:54                   | 9                 | Lenka Poklopová         | SOB Olomouc             | 16:46                   | +1:54                   |
| 10                            | Vojtěch Král            | SK Severka Šumperk       | 16:40                   | +1:00                   | 10                | Lucie Krafková          | OOB TJ Turnov           | 16:54                   | +2:02                   |
| Pořadí                        | H20 – junioři           | H20 – junioři            | H20 – junioři           | H20 – junioři           | Pořadí            | D20 – juniorky          | D20 – juniorky          | D20 – juniorky          | D20 – juniorky          |
| Zlatá medaile                 | Ondřej Doležel          | SK SKI-OB Šternberk      | 15:44                   |                         | Zlatá medaile     | Adéla Indráková         | SK Žabovřesky Brno      | 15:32                   |                         |
| Stříbrná medaile              | Pavel Kubát             | OK 99 Hradec Králové     | 16:04                   | +0:20                   | Stříbrná medaile  | Denisa Kosová           | OK 99 Hradec Králové    | 16:21                   | +0:49                   |
| Bronzová medaile              | David Procházka         | OK Lokomotiva Pardubice  | 16:19                   | +0:35                   | Bronzová medaile  | Zuzana Kubátová         | OOS TJ Spartak Vrchlabí | 16:37                   | +1:05                   |
| Pořadí                        | H18 – starší dorostenci | H18 – starší dorostenci  | H18 – starší dorostenci | H18 – starší dorostenci | Pořadí            | D18 – starší dorostenky | D18 – starší dorostenky | D18 – starší dorostenky | D18 – starší dorostenky |
| Zlatá medaile                 | Marek Schuster          | Orientační Běh Opava     | 13:44                   |                         | Zlatá medaile     | Kateřina Chromá         | SK Žabovřesky Brno      | 16:00                   |                         |
| Stříbrná medaile              | Adam Chloupek           | SK Studenec              | 14:45                   | +1:01                   | Stříbrná medaile  | Markéta Novotná         | OK 99 Hradec Králové    | 16:16                   | +0:16                   |
| Bronzová medaile              | Filip Hadač             | Orientační Běh Opava     | 14:46                   | +1:02                   | Bronzová medaile  | Petra Pavlovcová        | OOB TJ Turnov           | 16:23                   | +0:23                   |
| Pořadí                        | H16 – mladší dorostenci | H16 – mladší dorostenci  | H16 – mladší dorostenci | H16 – mladší dorostenci | Pořadí            | D16 – mladší dorostenky | D16 – mladší dorostenky | D16 – mladší dorostenky | D16 – mladší dorostenky |
| Zlatá medaile                 | Vojtěch Kettner         | OK Kamenice              | 15:05                   |                         | Zlatá medaile     | Karolína Bořánková      | OK Kamenice             | 13:59                   |                         |
| Stříbrná medaile              | Jan Čech                | OK Jihlava               | 15:44                   | +0:39                   | Stříbrná medaile  | Kateřina Argalášová     | TJ TŽ Třinec            | 15:16                   | +1:17                   |
| Bronzová medaile              | Vojtěch Illner          | Oddíl OB Kotlářka        | 15:49                   | +0:44                   | Bronzová medaile  | Petra Hančová           | OOS TJ Spartak Vrchlabí | 15:24                   | +1:25                   |
| << předchozí • následující >> |                         |                          |                         |                         |                   |                         |                         |                         |                         |

Souhrnné informace naleznete v článku Mistrovství České republiky v orientačním běhu ve sprintu.

## Mistrovství ČR na klasické trati
| Datum závodu   | 17.–18. 9. 2011 |  | Místo konání    | Bečov nad Teplou • aréna                  |  | Pořadatel       | VŠTJ Ekonom Praha           |
| Ředitel závodu | Jana Zurynková  |  | Hlavní rozhodčí | Petr Turczer                              |  | Stavitelé tratí | Radim Ondráček, Jiří Šedivý |
| Název mapy     | Bečovský les    |  | Web závodu      | http://www.ekonompraha.cz/zavody/mcr2011/ |  | Výsledky závodu |                             |

| Zkrácené výsledky             | Zkrácené výsledky       | Zkrácené výsledky        | Zkrácené výsledky       | Zkrácené výsledky       | Zkrácené výsledky | Zkrácené výsledky                 | Zkrácené výsledky             | Zkrácené výsledky       | Zkrácené výsledky       |
| Pořadí                        | H21 – muži              | H21 – muži               | H21 – muži              | H21 – muži              | Pořadí            | D21 – ženy                        | D21 – ženy                    | D21 – ženy              | D21 – ženy              |
| ----------------------------- | ----------------------- | ------------------------ | ----------------------- | ----------------------- | ----------------- | --------------------------------- | ----------------------------- | ----------------------- | ----------------------- |
| Zlatá medaile                 | Štěpán Kodeda           | Sportcentrum Jičín       | 1:29:43                 |                         | Zlatá medaile     | Dana Brožková                     | Sportcentrum Jičín            | 1:06:39                 |                         |
| Stříbrná medaile              | Tomáš Dlabaja           | OOB TJ Turnov            | 1:29:50                 | +0:07                   | Stříbrná medaile  | Martina Zvěřinová                 | OK Lokomotiva Pardubice       | 1:10:34                 | +3:55                   |
| Bronzová medaile              | Jan Šedivý              | SK Praga                 | 1:30:32                 | +0:49                   | Bronzová medaile  | Iveta Duchová                     | OK Lokomotiva Pardubice       | 1:11:23                 | +4:44                   |
| 4                             | Michal Smola            | SKOB Zlín                | 1:32:33                 | +2:50                   | 4                 | Ivana Bochenková                  | Sportcentrum Jičín            | 1:13:58                 | +7:19                   |
| 5                             | Miloš Nykodým           | SK Žabovřesky Brno       | 1:34:54                 | +5:11                   | 5                 | Michaela Omová                    | OOB TJ Turnov                 | 1:14:12                 | +7:33                   |
| 6                             | Eduard Šmehlík          | OK Slavia Hradec Králové | 1:35:25                 | +5:42                   | 6                 | Šárka Svobodná                    | Oddíl OB Kotlářka             | 1:14:26                 | +7:47                   |
| 7                             | Michal Jedlička         | OK Slavia Hradec Králové | 1:37:38                 | +7:55                   | 7                 | Jana Knapová                      | OK Lokomotiva Pardubice       | 1:15:25                 | +8:46                   |
| 8                             | Petr Fodor              | OOB TJ Turnov            | 1:38:06                 | +8:23                   | 8                 | Monika Topinková                  | OK 99 Hradec Králové          | 1:15:43                 | +9:04                   |
| 9                             | Adam Chromý             | SK Žabovřesky Brno       | 1:38:34                 | +8:51                   | 9                 | Zuzana Jedličková                 | OK Slavia Hradec Králové      | 1:15:55                 | +9:16                   |
| 10                            | Petr Zvěřina            | OK Lokomotiva Pardubice  | 1:38:51                 | +9:08                   | 10                | Iva Rufferová                     | OOB TJ Turnov                 | 1:17:08                 | +10:29                  |
| Pořadí                        | H20 – junioři           | H20 – junioři            | H20 – junioři           | H20 – junioři           | Pořadí            | D20 – juniorky                    | D20 – juniorky                | D20 – juniorky          | D20 – juniorky          |
| Zlatá medaile                 | Pavel Kubát             | OK 99 Hradec Králové     | 1:11:27                 |                         | Zlatá medaile     | Adéla Indráková                   | SK Žabovřesky Brno            | 59:34                   |                         |
| Stříbrná medaile              | Štěpán Zimmermann       | SK Žabovřesky Brno       | 1:15:00                 | +3:33                   | Stříbrná medaile  | Jana Valešová                     | OK 99 Hradec Králové          | 59:36                   | +0:02                   |
| Bronzová medaile              | Daniel Wolf             | OOB TJ Turnov            | 1:15:06                 | +3:39                   | Bronzová medaile  | Karolína Teplá                    | OK Slavia Hradec Králové      | 59:43                   | +0:09                   |
| Pořadí                        | H18 – starší dorostenci | H18 – starší dorostenci  | H18 – starší dorostenci | H18 – starší dorostenci | Pořadí            | D18 – starší dorostenky           | D18 – starší dorostenky       | D18 – starší dorostenky | D18 – starší dorostenky |
| Zlatá medaile                 | Filip Hadač             | Orientační Běh Opava     | 1:00:01                 |                         | Zlatá medaile     | Markéta Novotná                   | OK 99 Hradec Králové          | 51:35                   |                         |
| Stříbrná medaile              | Adam Chloupek           | SK Studenec              | 1:00:15                 | +0:14                   | Stříbrná medaile  | Petra Pavlovcová                  | OOB TJ Turnov                 | 52:56                   | +1:21                   |
| Bronzová medaile              | Marek Minář             | Magnus Orienteering      | 1:00:18                 | +0:17                   | Bronzová medaile  | Kateřina Chromá                   | SK Žabovřesky Brno            | 53:02                   | +1:27                   |
| Pořadí                        | H16 – mladší dorostenci | H16 – mladší dorostenci  | H16 – mladší dorostenci | H16 – mladší dorostenci | Pořadí            | D16 – mladší dorostenky           | D16 – mladší dorostenky       | D16 – mladší dorostenky | D16 – mladší dorostenky |
| Zlatá medaile                 | Jonáš Hubáček           | OOB TJ Slovan Luhačovice | 56:33                   |                         | Zlatá medaile     | Lenka Svobodová                   | OOB TJ Lokomotiva Trutnov     | 40:09                   |                         |
| Stříbrná medaile              | Jan Pavlovec            | OK Jiskra Nový Bor       | 57:47                   | +1:14                   | Stříbrná medaile  | Karolína Bořánková                | OK Kamenice                   | 41:30                   | +1:21                   |
| Bronzová medaile              | Adam Waněk              | OOS TJ Spartak Vrchlabí  | 58:44                   | +2:11                   | Bronzová medaile  | Marie Procházková Tereza Nováková | OK Kamenice Oddíl OB Kotlářka | 43:33                   | +3:24                   |
| << předchozí • následující >> |                         |                          |                         |                         |                   |                                   |                               |                         |                         |

Souhrnné informace naleznete v článku Mistrovství České republiky v orientačním běhu na klasické trati.

## Mistrovství ČR štafet
| Datum závodu   | 8. 10. 2011   |  | Místo konání    | Pavlov - hájenka Střítež • aréna |  | Pořadatel       | Klub vytrvalostních sportů Šumperk |
| Ředitel závodu | Pavel Paloncý |  | Hlavní rozhodčí | Jakub Halama                     |  | Stavitelé tratí | Zdeněk Janů, Lukáš Růžička         |
| Název mapy     | Srnčí hřbet   |  | Web závodu      | www                              |  | Výsledky závodu |                                    |

| Zkrácené výsledky             | Zkrácené výsledky                                                      | Zkrácené výsledky | Zkrácené výsledky | Zkrácené výsledky | Zkrácené výsledky                                                      | Zkrácené výsledky | Zkrácené výsledky | Zkrácené výsledky | Zkrácené výsledky |
| Pořadí                        | H21 – muži                                                             | H21 – muži        | H21 – muži        | Pořadí            | D21 – ženy                                                             | D21 – ženy        | D21 – ženy        |                   |                   |
| ----------------------------- | ---------------------------------------------------------------------- | ----------------- | ----------------- | ----------------- | ---------------------------------------------------------------------- | ----------------- | ----------------- | ----------------- | ----------------- |
| Zlatá medaile                 | OK 99 Hradec Králové Petr Losman Baptiste Rollier Pavel Kubát          | 2:18:41           |                   | Zlatá medaile     | OK Lokomotiva Pardubice Jana Knapová Martina Zvěřinová Iveta Duchová   | 2:13:30           |                   |                   |                   |
| Stříbrná medaile              | OOB TJ Turnov Martin Baier Petr Fodor Tomáš Dlabaja                    | 2:19:18           | +0:37             | Stříbrná medaile  | OOB TJ Turnov Lucie Krafková Iva Rufferová Michaela Gomzyk Omová       | 2:15:58           | +2:28             |                   |                   |
| Bronzová medaile              | SK Žabovřesky Brno Miloš Nykodým Daniel Hájek Adam Chromý              | 2:19:33           | +0:52             | Bronzová medaile  | Sportcentrum Jičín Martina Uvizlová Ivana Bochenková Radka Brožková    | 2:17:17           | +3:47             |                   |                   |
| 4                             | OK Slavia Hradec Králové Michal Jedlička Michal Jirásek Eduard Šmehlík | 2:23:26           | +4:45             | 4                 | Oddíl OB Kotlářka Marie Dlouhá Kristýna Kovářová Šárka Svobodná        | 2:18:57           | +5:27             |                   |                   |
| 5                             | SK Severka Šumperk Václav Král Martin Poklop Vojtěch Král              | 2:23:30           | +4:49             | 5                 | OK 99 Hradec Králové Vendula Doležalová Denisa Kosová Monika Topinková | 2:20:10           | +6:40             |                   |                   |
| Pořadí                        | H18 – dorostenci                                                       | H18 – dorostenci  | H18 – dorostenci  | Pořadí            | D18 – dorostenky                                                       | D18 – dorostenky  | D18 – dorostenky  |                   |                   |
| Zlatá medaile                 | Orientační Běh Opava Michal Argaláš Marek Schuster Filip Hadač         | 2:06:00           |                   | Zlatá medaile     | OK 99 Hradec Králové Klára Novotná Lenka Svobodová Markéta Novotná     | 1:59:29           |                   |                   |                   |
| Stříbrná medaile              | OK Lokomotiva Pardubice Jan Čermák Jan Grundmann Tomáš Kubelka         | 2:07:22           | +1:22             | Stříbrná medaile  | OOB TJ Turnov Anna Štičková Nikola Kochová Petra Pavlovcová            | 2:00:48           | +1:19             |                   |                   |
| Bronzová medaile              | OOB TJ Turnov Michal Rychlý Vít Zakouřil Adam Chloupek                 | 2:09:40           | +3:40             | Bronzová medaile  | SK Žabovřesky Brno Markéta Tesařová Barbora Hrušková Kateřina Chromá   | 2:04:01           | +4:32             |                   |                   |
| << předchozí • následující >> |                                                                        |                   |                   |                   |                                                                        |                   |                   |                   |                   |

Souhrnné informace naleznete v článku Mistrovství České republiky v orientačním běhu štafet.

## Mistrovství ČR klubů a oblastních výběrů
| Datum závodu   | 9. 10. 2011   |  | Místo konání    | Pavlov - hájenka Střítež • aréna |  | Pořadatel       | Klub vytrvalostních sportů Šumperk |
| Ředitel závodu | Pavel Paloncý |  | Hlavní rozhodčí | Jakub Halama                     |  | Stavitelé tratí | Petr Turczer, Jaromír Šrámek       |
| Název mapy     | Bystrouška    |  | Web závodu      | http://www.ksu.cz/mcr2011/       |  | Výsledky závodu |                                    |

| Zkrácené výsledky             | Zkrácené výsledky | Zkrácené výsledky | Zkrácené výsledky | Zkrácené výsledky | Zkrácené výsledky | Zkrácené výsledky | Zkrácené výsledky | Zkrácené výsledky | Zkrácené výsledky |
| Pořadí                        | DH21 - dospělí | DH21 - dospělí    | DH21 - dospělí    | Pořadí            | DH18 - dorost | DH18 - dorost     | DH18 - dorost     |                   |                   |
| ----------------------------- | --- | ----------------- | ----------------- | ----------------- | --- | ----------------- | ----------------- | ----------------- | ----------------- |
| Zlatá medaile                 | OOB TJ Turnov Martin Baier Lucie Krafková Petr Fodor Iva Rufferová Pavel Hradec Michaela Gomzyk Omová Tomáš Dlabaja                | 4:56:36           |                   | Zlatá medaile     | OK Lokomotiva Pardubice Filip Záveský Eliška Kulhavá Jan Čermák Šárka Kulhavá Tomáš Kubelka Lenka Knapová Jan Grundmann   | 4:35:12           |                   |                   |                   |
| Stříbrná medaile              | SK Žabovřesky Brno Daniel Hájek Adéla Indráková Jan Palas Eva Kabáthová Miloš Nykodým Hana Hlavová Adam Chromý                     | 5:04:47           | +8:11             | Stříbrná medaile  | Magnus Orienteering Vojtěch Ludvík Renáta Kolářová Petr Horvát Pavlína Mátlová Marek Minář Ludmila Sokolová David Franko  | 4:38:31           | +3:19             |                   |                   |
| Bronzová medaile              | OK Lokomotiva Pardubice Tomáš Udržal Jana Knapová Petr Zvěřina Martina Zvěřinová Zbyněk Štěrba Iveta Duchová Radek Nožka           | 5:07:08           | +10:32            | Bronzová medaile  | OOB TJ Turnov Michal Rychlý Nikola Kochová Patrik Horák Anna Štičková Adam Chloupek Petra Pavlovcová Vít Zakouřil         | 4:42:01           | +6:49             |                   |                   |
| 4                             | OK Lokomotiva Pardubice Matěj Kamenický Marta Fenclová David Procházka Michaela Przyczková Lukáš Hovorka Petra Škodová Jan Hovorka | 5:12:37           | +16:01            | 4                 | SK Žabovřesky Brno Jakub Hruška Barbora Hrušková Jakob Pauser Markéta Tesařová Pavel Brlica Kateřina Chromá Jan Klusáček  | 4:42:25           | +7:13             |                   |                   |
| 5                             | OK 99 Hradec Králové Jan Panchártek Denisa Kosová Petr Losman Vendula Doležalová Baptiste Rollier Monika Topinková Pavel Kubát     | 5:13:04           | +16:28            | 5                 | OK Kamenice Vojtěch Kettner Marie Procházková Tomáš Rusý Kristýna Hlubučková Lukáš Kettner Karolína Bořánková Jan Valášek | 4:51:29           | +16:17            |                   |                   |
| << předchozí • následující >> | |                   |                   |                   | |                   |                   |                   |                   |

Souhrnné informace naleznete v článku Mistrovství České republiky v orientačním běhu klubů a oblastních výběrů.